# Châtaignier d'Amérique
Castanea dentata
Espèce
Classification phylogénétique
Statut de conservation UICN

CRA2abe : 
En danger critique
Répartition géographique
Le châtaignier d'Amérique (Castanea dentata) est une espèce de châtaignier de la famille des Fagaceae. Elle était particulièrement répandue dans les forêts de l'Est des États-Unis et du Sud-Est du Canada avant d'être ravagée par une maladie en provenance d'Asie.

## Habitat
Au nord, l'aire de répartition de l'arbre s'étend de l'État du Maine aux États-Unis jusqu'au sud de la province de l'Ontario au Canada. Au sud, on le trouve au Mississippi jusqu'à la côte atlantique en passant par les montagnes des Appalaches et le Kentucky.

## Description

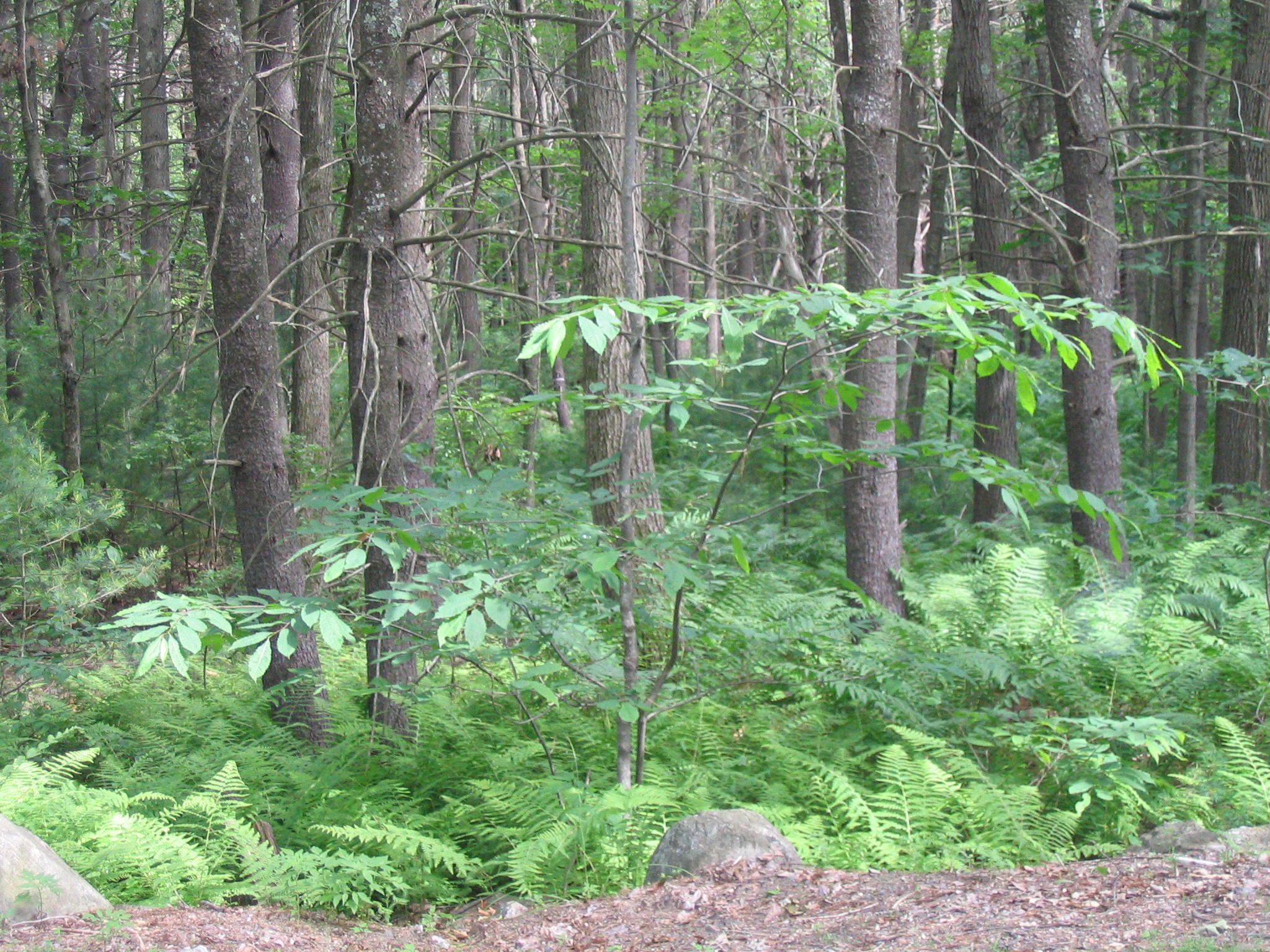
Jeune pousse dans son habitat naturel.

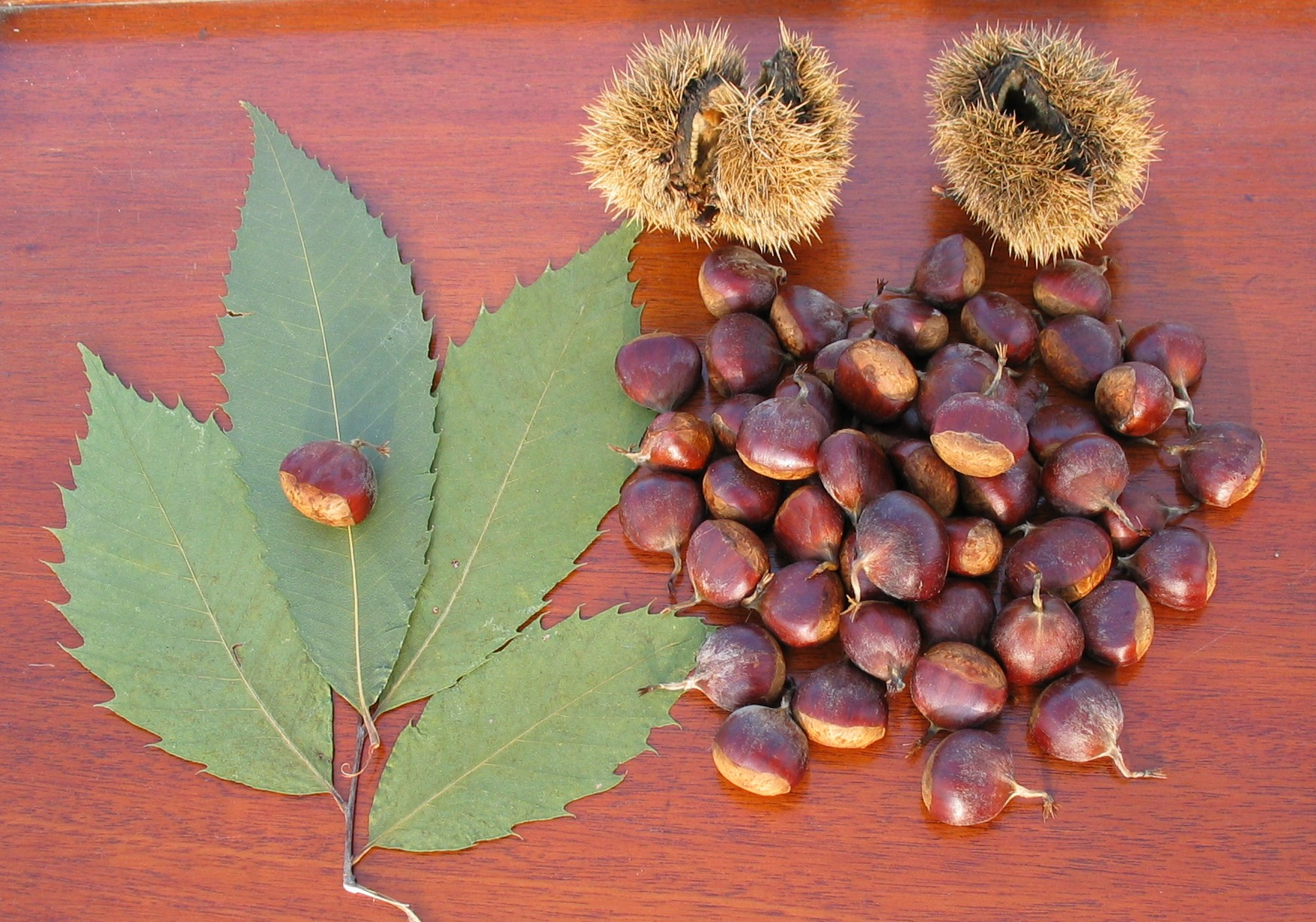
Feuilles et graines (châtaignes et bogues) de châtaigner d'Amérique.

Ce châtaignier à feuilles caduques est une espèce à croissance rapide et à bois dur. Il atteint 30 à 45 mètres de haut pour un tronc de trois mètres de diamètre. L'arbre ressemble fortement à d'autres châtaigniers comme le châtaignier d'Europe, le châtaignier chinois ou le châtaignier crénelé.
Ses feuilles font entre 14 et 20 centimètres de long pour 7 à 10 centimètres de large.
Les fruits, nommés châtaignes, sont protégés dans une bogue épineuse verte qui en abrite en général trois. Les fruits tombent en automne lorsque les bogues s'ouvrent. Les fruits sont très importants pour la faune locale. Ceux-ci sont en effet appréciés par le cerf de Virginie, le dindon sauvage et l'ours noir qui font des réserves de graisse pour l'hiver en les mangeant.

## Maladie

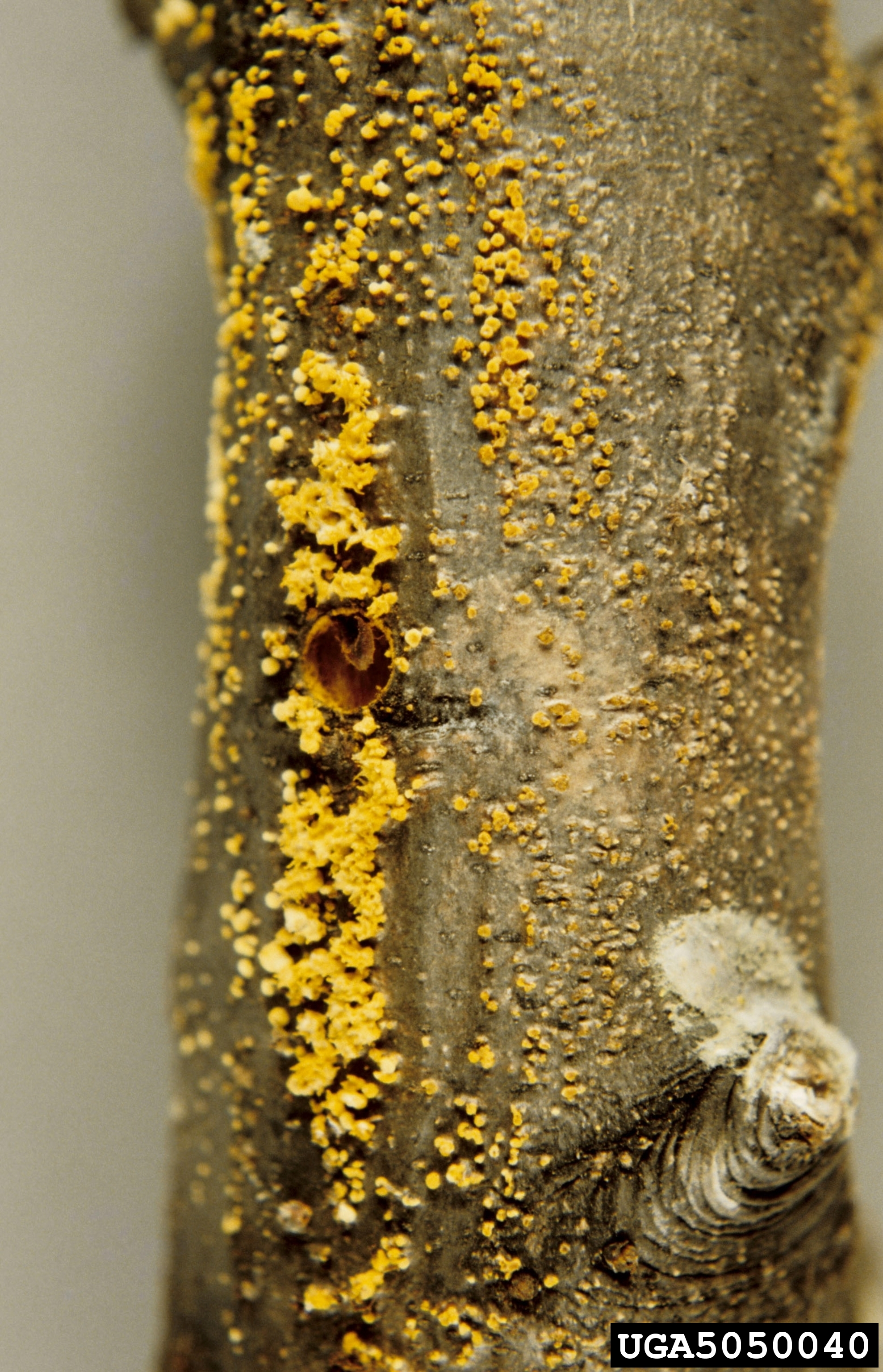
Cryphonectria parasitica, le chancre du châtaigner d'Amérique.

L'arbre a souffert au début des années 1900 d'une maladie cryptogamique originaire d'Asie et introduite accidentellement en Amérique du Nord. Le champignon pathogène Cryphonectria parasitica est arrivé sur des châtaigniers asiatiques importés en 1904. Alors que les châtaigniers asiatiques sont résistants à cette maladie, le châtaignier d'Amérique qui n'avait jamais été en contact avec elle fut durement touché. Chaque année, la maladie se propageait sur une distance de 80 km. Des milliards d'arbres furent tués en quelques décennies. Lorsque l'arbre est touché, il meurt mais de nouvelles pousses peuvent toutefois repartir des racines ce qui fait que l'espèce n'a pas totalement disparue. Mais ces nouvelles pousses n'atteignent en général pas plus de six mètres avant d'être à nouveau touchées par la maladie.
On estime que l'arbre, avant l'arrivée de la maladie, constituait 25 % des arbres des Appalaches pour une population totale proche de trois milliards d'individus. Au début du XXIe siècle, on dénombrait moins de cent individus dont le diamètre dépassait les 60 cm dans son aire de répartition originelle. Des plantations de cet arbre ont été faites à l'ouest du pays dans l'Oregon car la maladie n'a pas encore atteint cette zone.

## Préservation

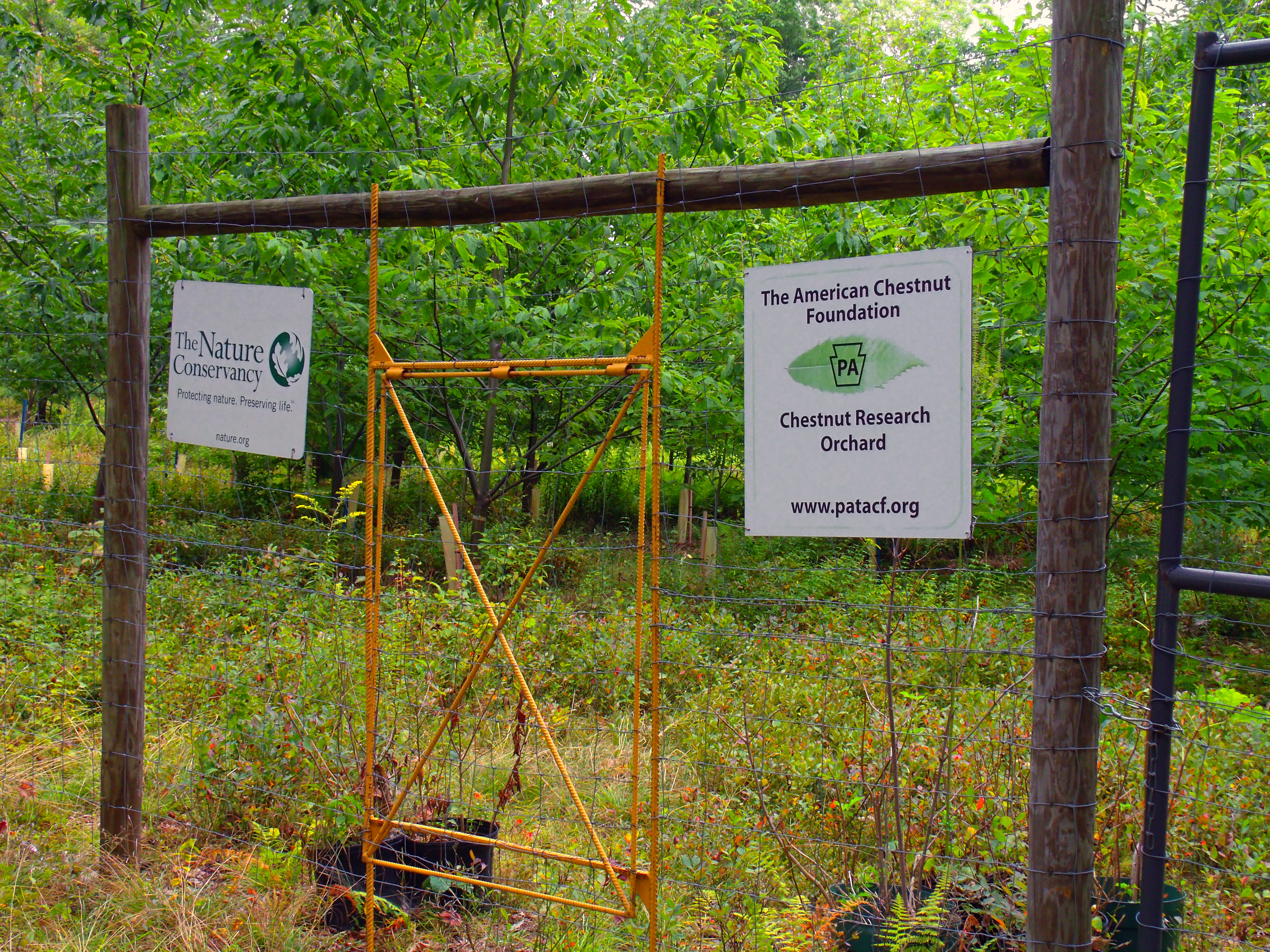
Pépinière de conservation du châtaigner d'Amérique, en Pennsylvanie, États-unis.

Des organismes comme l'American Chestnut Cooperators Foundation tentent de rendre l'espèce résistante à la maladie en croisant kes individus qui semblent plus résistants que les autres. Des croisements se font également avec des châtaigniers asiatiques. Les arbres devraient ensuite être réintroduits dans les forêts qu'ils peuplaient autrefois. En 2005, un arbre hybride possédant encore beaucoup de caractéristiques du châtaignier d'Amérique a été planté à proximité de la Maison-Blanche et il résiste pour le moment à la maladie.
Une autre approche consiste à modifier génétiquement l'espèce pour créer une résistance à l'acide oxalique (produit par le champignon) qui attaque l'arbre. Des travaux en ce sens ont été menés par l'université de l'État de New York à Syracuse, par Bill Powell et Chuk Maynard, en utilisant des gènes provenant du blé et du châtaignier chinois. De nombreuses questions d'ordres éthique, réglementaire, matériel, économique et environnemental se posent pour passer du résultat en laboratoire à l'introduction du châtaignier génétiquement modifié dans les forêts d'Amérique du Nord. En effet, de nombreuses questions environnementales se posent sur les conséquences de la réintroduction d'une espèce de châtaignier génétiquement modifiée dans les forêts actuelles. Si les avancées scientifiques pour l'identification des gènes et leur transfert ont été soulignées par les intervenants, il reste des incertitudes quant aux effets d'une modification génétique sur un arbre, en particulier quant à la stabilité du génome des arbres ainsi modifiés (en particulier des gènes introduits qui n'ont pas évolué en même temps que les autres). 
Dans l'optique d'une réintroduction, il y a peut-être également un risque de propagation massive de ces arbres en raison de l'avantage qui leur est donné sur les autres espèces par la résistance à la maladie. Depuis la presque extinction du châtaignier américain, les écosystèmes ont peut-être changé, la forêt s'organisant autour d'autres espèces. Une étude attentive de l'équilibre écologique de ces forêts et des modifications potentielles engendrées par la réintroduction du châtaignier est peut-être nécessaire, avant d'envisager le développement à la hausse des populations en termes d'effectifs. 
Néanmoins, le châtaignier jouait un rôle essentiel aujourd'hui disparu et que la réintroduction permettrait de restaurer. D'après l'arboretum de Tervuren en Belgique, « usqu'au début du XXe siècle, le châtaignier américain a joué un rôle clé dans le développement des États-Unis. Il faut dire que dans les régions situées à l’est du Mississippi, un feuillu sur quatre était un châtaignier. Les peuplements de châtaigniers constituaient l’élément principal des vastes forêts couvrant la chaîne des Appalaches. Dans ces forêts primaires, ces arbres atteignaient des tailles impressionnantes. L’habitat de Castanea Dentata recouvrait une zone immense de Nouvelle-Angleterre jusqu’aux abords de la Louisiane (...). Aujourd’hui, les arbres rescapés sont des sujets isolés qui ont grandi dans des zones éloignées de l’habitat d’origine ». De nombreuses espèces dépendent toujours de cet arbre pour leur alimentation saisonnière ou plus rarement pour le gite. L'espèce fournit également du bois. L'homme, la faune ou encore les champignons mycorhiziens ont été affectés par sa disparition du paysage forestier,. C'est l'homme qui a joué un rôle dans la quasi-disparition de l'espèce, en apportant une maladie venue d'Asie. L'expansion des rares populations encore en place peut avoir un impact positif, pour la sylviculture et l'économie. Pour l'environnement, le retour de la précieuse espèce qu'est le châtaignier, dont dépendent beaucoup d'autres espèces pour leur survie, contribuerait à la sauvegarde et au maintien de la biodiversité : l'homme, les animaux, les espèces "clés de voûte" que sont les mycorhizes pour la fertilité des sols et les populations (préférentiellement) phénotypiques indigènes de châtaignier d'Amérique du Nord[pas clair],,.

## Utilisation
Le bois de l'arbre avait une grande valeur grâce à sa qualité. On l'utilisait pour en faire des meubles, des clôtures, des poteaux, des maisons, des granges, des berceaux comme des cercueils. Cela faisait dire aux Nord-Américains que le châtaignier les accompagnait tout au long de leur vie. Il était de plus riche en tanin. 
Autrefois, les châtaignes étaient vendues et consommées. Aujourd'hui, ce sont les châtaignes du châtaignier d'Europe qui sont commercialisées aux États-Unis.

## Synonymes
- Fagus-castanea dentata Marshall
- Castanea americana (Michx.) Raf.